# Popular Democratic Movement

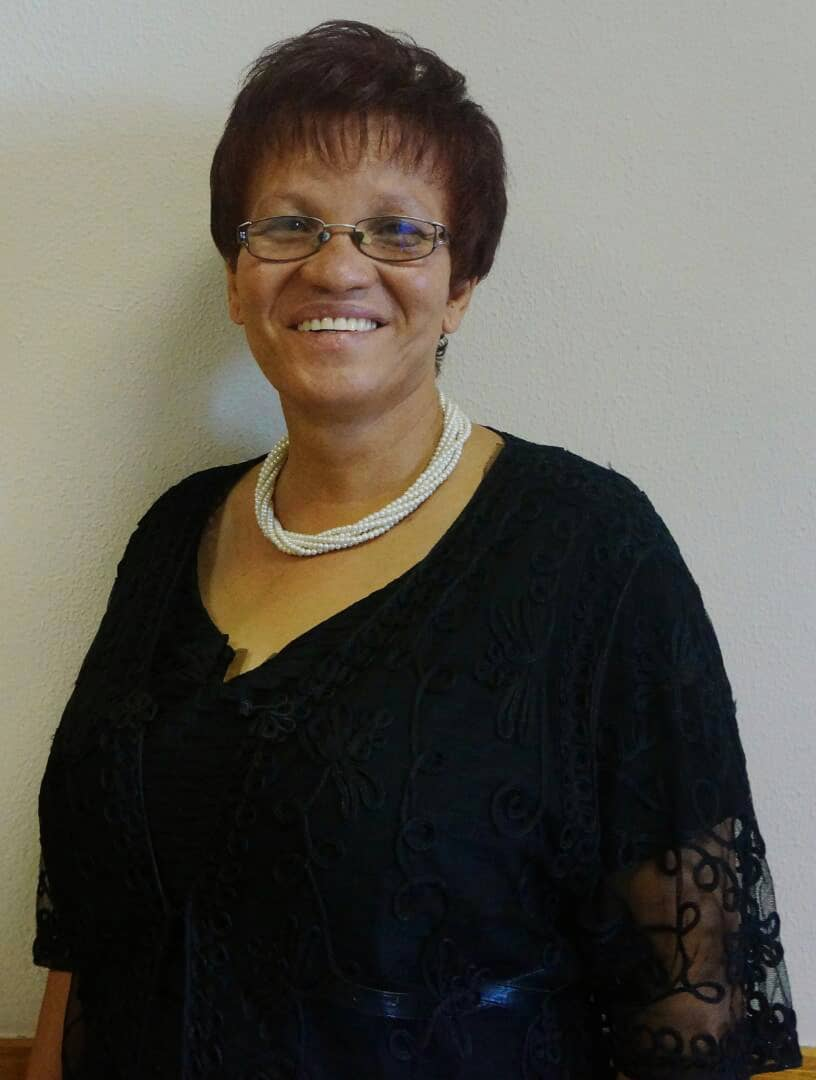
Parteivizepräsidentin Jennifer Van den Heever

Das Popular Democratic Movement (PDM, bis 4. November 2017 DTA of Namibia), davor bis 1994 Demokratische Turnhallenallianz (englisch Democratic Turnhalle Alliance; DTA), ist eine politische Partei in Namibia mit Sitz in der Hauptstadt Windhoek. Sie bildet seit 2015 erneut die offizielle Opposition im Land.

## Name
Ihr ursprünglicher Name leitet sich von der Turnhalle in Windhoek ab, in der vor der Unabhängigkeit Namibias von Südafrika eine Verfassung ausgehandelt wurde. Die endgültige Neuaufstellung der Partei, inklusive eines Rebranding und neuen Parteinamens wurde im Februar 2015 angekündigt. Die Neuaufstellung wurde am 4. November 2017 u. a. mit der Bekanntgabe eines neuen Namens abgeschlossen.

## Geschichte
Die DTA geht auf die Zeit vor der Unabhängigkeit Namibias von der Südafrikanischen Union (heute Republik Südafrika) zurück. Anders als die Regierungspartei SWAPO vertrat sie einen gemäßigten Kurs gegenüber der kolonialen Apartheidregierung Südafrikas. Die DTA gründete sich in der Folge der gescheiterten Turnhallenkonferenz im November 1977 als eine Allianz aus elf unterschiedlichen Parteien, wobei zumeist kleinere Parteien mit vorwiegend ethnischer Ausrichtung Bestandteil der Allianz waren.
Ursprünglich gehörten sowohl die NUDO als auch die RP als Mitglieder der DTA an. In dieser Allianz waren sowohl europäischstämmige als auch schwarzafrikanischstämmige und farbige Namibier vertreten.
1991 trat die DTA erstmals als eigenständige Partei an, kooperierte aber weiterhin mit der RP und NUDO. 2003 lösten sich dann sowohl die RP als auch NUDO aus dem Bündnis mit der DTA.
Parteipräsident war jahrelang bis zum 7. September 2013 Katuutire Kaura, sein Stellvertreter Phillimon Moongo. Gründungsvater ist Clemens Kapuuo. Den Vorsitz der Partei übernahm am 7. September 2013 McHenry Venaani. Kaura wurde am 3. Februar 2014 wegen Rufschädigung aus der Partei ausgeschlossen und seines Parlamentssitzes enthoben, jedoch am 12. Februar 2014 wieder eingesetzt.
Johan C. de Waal war Gründungsmitglied der DTA und zehn Jahre lang bis zum 28. März 2010 Parteivorsitzender. Er schied auf eigenen Wunsch aus dem Amt und der Partei aus.
Wahlspruch ist Let us stop the rot (Lasst uns die Verrottung stoppen).

## Inhaltliches Profil
Auf Grund der eher konservativ geprägten Zusammensetzung der DTA gehören insbesondere mehr Dezentralisierung, mehr Markt und Vertrauen in die Privatwirtschaft sowie eine Verkleinerung der Regierung zu ihren stärksten Forderungen. Neben der Halbierung des Kabinetts fordert die DTA eine Senkung der Verteidigungsausgaben und eine Verwendung der frei werdenden Mittel für die Erhöhung staatlicher Grundrenten. Zudem betont die DTA das Vorhandensein von Frieden und Sicherheit für ein kontinuierliches Wachstum sowie die Beseitigung von Armut und Verbrechen als Folge von Arbeitslosigkeit, welche sich wiederum negativ auf die Sicherheit auswirkt.

## Organisationsstruktur
Die DTA setzt sich aus vier wesentlichen Beschluss- und Ausführungsorganen zusammen: dem alle drei Jahre stattfindenden Parteikongress, dem Zentralkomitee (ZK), welches zwischen den Parteikongressen höchstes Beschlussorgan ist, sowie dem Exekutivausschuss. Dieser Ausschuss übernimmt die Aufgabe eines Lenkungsausschusses des Zentralkomitees. In dringenden Angelegenheiten wird dem Exekutivausschuss der sogenannte Managementausschuss, welcher sich aus der engeren Parteiführung zusammensetzt, zur Seite gestellt. Eine Besonderheit in der Organisationsstruktur der DTA stellt der Häuptlingsrat dar. Dieser entsendet Delegierte zum Kongress und ist darüber hinaus im Zentralkomitee vertreten. Entsprechend der Struktur der Partei entsendet jeder der angeschlossenen Parteien vier Vertreter in das ZK. Die Vorsitzenden der Parteien sind im Exekutivausschuss vertreten.

## Wählerschaft
Als ehemaliges Bündnis zwischen politisch gemäßigten Weißen und traditionellen Gruppierungen sollte die DTA nach südafrikanischen Vorstellungen vor allem als Gegengewicht zur SWAPO fungieren. Dementsprechend trägt sie auch noch heute den Charakter einer Anti-Ovambo-Koalition, wobei dieser stark abnimmt. Zulauf findet die Partei unter allen Minderheiten, mit Ausnahme der Damara, welche mit der UDF über ihre eigene ethnisch politische Vertretung verfügen.
Geografisch beschränkt sich ihre Wählerschaft stark auf die östlichen und zentralen Landesregionen sowie den dünn besiedelten Süden. Daneben wählen auch Unterstützer aus der traditionellen weißen Geschäftswelt die DTA.

## Wahlergebnisse

### Parlament
Da frühere DTA-Parteien verstärkt als eigene Fraktionen auftraten, verlor die DTA stark an Stimmen. Die Parlamentswahlen für die Nationalversammlung verdeutlichen dies. Eine kleine Wende entgegen dem langjährigen Trend erfolgte mit der Wahl 2014. Fünf Jahre später konnte die nun PDM genannte Partei mit etwa einem Sechstel der Stimmen das beste Ergebnis seit 1994 erzielen und stellt seither wieder die offizielle Opposition.
| Parlamentswahl | Stimmenanteile | Sitze |
| -------------- | -------------- | ----- |
| 2024           | 5,48 % ▼       | 5/96  |
| 2019           | 16,65 % ▲      | 16/96 |
| 2014           | 4,80 % ▲       | 5/96  |
| 2009           | 3,13 % ▼       | 2/72  |
| 2004           | 5,10 % ▼       | 4/72  |
| 1999           | 9,40 % ▼       | 7/72  |
| 1994           | 20,45 % ▼      | 15/72 |
| 1989           | 28,59 %        | 21/72 |

Vor der staatlichen Unabhängigkeit Namibias fanden Wahlen zum South West African Legislative Assembly, dem Legislativrat Südwestafrikas statt.
| Legislativratswahl | Stimmenanteile | Sitze |
| ------------------ | -------------- | ----- |
| 1978               | 82,18 %        | 41/50 |

### Präsident
| Präsidentschaftswahl | Kandidat        | Stimmen | Stimmenanteil |
| -------------------- | --------------- | ------- | ------------- |
| 2024                 | McHenry Venaani | 55.412  | 4,97 %        |
| 2019                 | McHenry Venaani | 43.959  | 5,3 %         |
| 2014                 | McHenry Venaani | 44.271  | 4,97 %        |
| 2009                 | Katuutire Kaura | 24.186  | 2,98 %        |
| 2004                 | Katuutire Kaura | 41.905  | 5,12 %        |
| 1999                 | Katuutire Kaura | 52.752  | 9,79 %        |
| 1994                 | Mishake Muyongo | 114.843 | 23,66 %       |

### Regionen
| Regionalwahl | Sitze  | Regionen |
| ------------ | ------ | -------- |
| 2020         | 4/121  | 1/14     |
| 2015         | 2/121  | 0/14     |
| 2010         | 3/107  | 0/13     |
| 2004         | 2/107  | 0/13     |
| 1998         | 16/102 |          |
| 1992         | 21/95  |          |

### Kommunen
| Kommunalwahl | Sitze   |
| ------------ | ------- |
| 2020         | 25/345  |
| 2015         | 42/374  |
| 2010         | 16/330  |
| 2004         | 34/288  |
| 1998         | 96/322  |
| 1992         | 119/338 |